# Västerbotten
Västerbotten (gelegentlich eingedeutscht zu Westbottnien) ist eine historische Landschaft im Norden Schwedens. Sie liegt, wie schon der Name bedeutet, an der Westküste des Bottnischen Meerbusens und entspricht dem östlichen Drittel der heutigen Verwaltungsprovinz Västerbottens län (die außerdem weite Teile Lapplands einschließt und landeinwärts bis zur norwegischen Grenze reicht). Ursprünglich umfasste Västerbotten auch ganz Norrbotten – das als einzige der „historischen“ schwedischen Landschaften nicht auf eine mittelalterliche Reichsprovinz zurückgeht, sondern erst im 19. und 20. Jahrhundert eine eigene Identität entwickelte – und reichte bis zum Vertrag von Fredrikshamn 1809 im Nordosten bis in das heutige Finnland hinein.
Länsipohja ist der althergebrachte finnische Name Västerbottens, meint im jüngeren Sprachgebrauch aber zumeist nur den heute in Finnland gelegenen Teil der historischen Landschaft am Unterlauf der Flüsse Tornionjoki und Kemijoki.

## Geographie
Västerbotten liegt an der Ostseeküste und hat somit Anteil an der Küstenebene, die etwa 10 bis 20 Kilometer breit ist. Nach Westen steigt das Land stufenweise zum Skandenvorland auf ungefähr 300 Meter über Meereshöhe (mit einzelnen Erhebungen bis zu 500 Metern) an. Mehrere Flüsse, die im Skandinavischen Gebirge entspringen, durchqueren die Provinz von Nordwesten nach Südosten und münden in die Ostsee. Der größte ist der Ume älv.
Trotz ihrer Lage am Meer hat die Provinz Västerbotten ein kontinental beeinflusstes Klima mit großen Temperaturunterschieden zwischen den Jahreszeiten (die mittlere Temperatur im Juli liegt bei 15 ˚C und im Januar bei −6 ˚C bis −10 °C) sowie geringen Niederschlägen (ungefähr 500 mm/Jahr).

## Geschichte
Die ersten Menschen kamen vor etwa 9000 Jahren nach Västerbotten, als sich das Eis der letzten Eiszeit zurückzog. Die Bevölkerung lebte vor allem von der Jagd (Elche und Kleinwild), an der Küste von Fischerei und Robbenjagd. Die Bedeutung der Elchjagd ist durch zahlreiche Funde belegt. Rentierzucht kann erst in der Eisenzeit belegt werden.
Die ersten schriftlichen Quellen stammen aus dem 14. Jahrhundert. Die Grenzen zwischen Russland und Schweden in Nordskandinavien waren damals noch unklar, doch wurde im 14. Jahrhundert die schwedische Herrschaft im Küstengebiet ausgebaut. 
Im 16. Jahrhundert zählte man ungefähr 200 Dörfer, die von Landwirtschaft, Jagd und Fischerei lebten. Daneben wurden durch Wasserkraft betriebene Sägewerke gebaut. Umeå war der größte Ort und Handelsplatz, für den regionalen Handel waren aber auch die Kirchenorte mit ihren Märkten von Bedeutung. 
Im 18. und 19. Jahrhundert wurden die Küstengebiete in den Kriegen mit Russland stark in Mitleidenschaft gezogen. Ende des 19. und Anfang des 20. Jahrhunderts erreichte die Industrialisierung in Västerbotten ihren Höhepunkt. Neben der traditionellen holzverarbeitenden Industrie und der Zellstoff- und Papierindustrie waren vor allem die Erzfunde in Boliden in den 1920er Jahren von großer Bedeutung für die industrielle Entwicklung. Dagegen haben vor allem Land- und Forstwirtschaft seit dem Zweiten Weltkrieg an Bedeutung verloren.
2025 erhielt Prinzessin Ines von Schweden, die Tochter von Prinz Carl Philip und Prinzessin Sofia, den Titel einer Herzogin von Västerbotten.

## Landschaftssymbole
- Tier: Großer Brachvogel
- Blume: Karlszepter (Pedicularis sceptrum-carolinum)
- Fisch: Flussneunauge
- Vogel: Kornweihe